# Décharge de Townsend

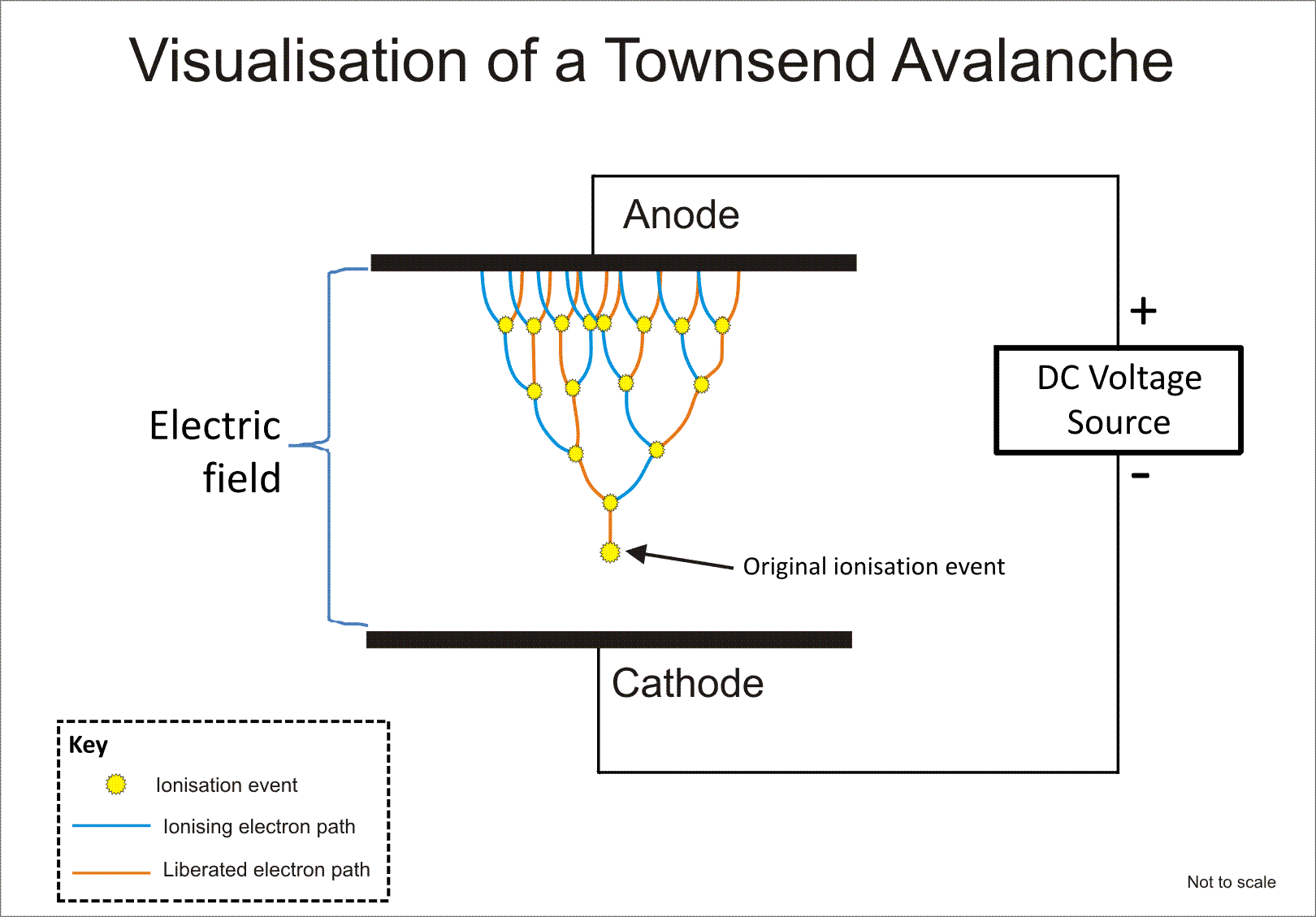
Effet d'avalanche dans un gaz soumis à des rayonnements ionisants entre deux électrodes. La première ionisation libère un électron, et chaque collision ultérieure en libère un supplémentaire, de sorte que deux électrons émergent de chaque collision pour entretenir l'avalanche.

Une décharge de Townsend ou avalanche de Townsend est un processus d'ionisation de gaz dans lequel des électrons libres, placés dans un champ électrique, sont accélérés. Ils entrent alors en collision avec les molécule environnantes qui libèrent un nouvel électron. Une réaction en chaine, ou Effet d'avalanche, est observée et permet la conduction électrique à travers le gaz. Une source d'électrons libres et un champ électrique important sont les deux paramètres indispensables à l'observation de ce phénomène.
La décharge de Townsend porte le nom de John Sealy Townsend, physicien britannique à l'origine de la découverte des mécanismes d'ionisation fondamentaux en 1897 au Laboratoire Cavendish, à Cambridge.

## Description générale du phénomène
La décharge se produit dans un milieu gazeux pouvant être ionisé (comme l'air). Le champ électrique et le libre parcours moyen de l'électron doivent permettre aux électrons libres d'acquérir un niveau d'énergie (vitesse) suffisant pour ioniser les molécules rencontrées. Si le champ électrique est trop faible, les électrons n'acquièrent pas assez d'énergie. Si le libre parcours moyen est trop court, l'électron cède son énergie acquise dans une série de collisions non ionisantes. En cas de libre parcours moyen trop long cependant, l'électron atteint l'anode avant d'entrer en collision avec une autre molécule.